# Пробаційний нагляд
Пробаційний нагляд — основне кримінальне покарання, яке полягає в обмеженні прав і свобод засудженого, визначених законом і встановлених вироком суду, із застосуванням наглядових та соціально-виховних заходів без ізоляції від суспільства.

## В Україні
Суд покладає на засуджену особу низку обов'язків: періодично з'являтися для реєстрації до уповноваженого органу з питань пробації; повідомляти уповноважений орган з питань пробації про зміну свого місця проживання, роботи або навчання; не виїжджати за межі України без погодження з уповноваженим органом з питань пробації.
Додатково суд має право покласти такі обов'язки: носити електронний засіб контролю (від одного місяця до одного року) і проживати за визначеною адресою; дотримуватися встановлених вимог щодо вчинення певних дій обмеження спілкування, пересування та проведення дозвілля; працевлаштуватися або отримати статус безробітного; виконувати заходи, передбачені пробаційною програмою; пройти курс лікування.
Застосовується на строк від одного до п'яти років (крім осіб, які вчинили кримінальне правопорушення під час відбування цього покарання). Щодо неповнолітніх — від одного до двох років.
Таким чином, пробаційний нагляд є аналогічним звільненню від відбування покарання з випробуванням. Відмінність (крім того, що обов'язок погоджувати виїзд за межі України є обов'язковим) полягає у тому, що пробаційний нагляд є самостійним видом покарання; у випадку невиконання покладених обов'язків або вчинення адміністративних правопорушень у випадку звільнення від покарання наслідком є направлення для виконання призначеного покарання (як правило, позбавлення волі), а у випадку пробаційного нагляду — кримінальна відповідальність за 389 статтею КК (до трьох років обмеження волі).
Виконується за місцем проживання засудженого уповноваженим органом з питань пробації.
У разі невиконання засудженим обов'язків (крім випадків наявності поважних причин) або вчинення адміністративного правопорушення із засудженим проводиться індивідуальна профілактична бесіда та застосовується письмове попередження про притягнення до кримінальної відповідальності. У разі невиконання обов'язків або вчинення адміністративних правопорушень тричі або більше разів, зникнення з місця проживання, створення перешкод для функціонування електронного засобу контролю та нагляду уповноважений орган з питань пробації надсилає матеріали до органів Національної поліції для вирішення питання про притягнення до кримінальної відповідальності за статтею 389 КК.

## Країни світу
Пробація як форма покарання застосовується в ряді демократичних країн світу. З 1990 р. ООН та Рада Європи ухвалили близько 20 резолюцій, спрямованих на розвиток заходів, альтернативних тюремному ув'язненню. У 2010 р. ухвалені «Правила Ради Європи про пробацію», які стали підґрунтям для ухвалення Закону України «Про пробацію». Пробація діє також у США. При цьому практика існування пробаційного нагляду як окремого виду покарання більш характерна для країн загального права (США, Велика Британія), ніж у Європі.